# Сухая Вязовка (река)
Суха́я Вязо́вка — пересыхающая река в Самарской области, левый приток Чапаевки.

## Описание
Длина реки 27 км, площадь бассейна 155 км². Исток в 2 км к северо-западу от посёлка Софинский в Красноармейском районе, на возвышенности Средний Сырт. Общее направление течения — северное. Протекает по краю посёлка Ленинский. В низовьях течёт по Волжскому району. Устьевая часть перекрыта дамбой, ниже которой река разделяется на рукава без постоянного течения — правый рукав впадает в Чапаевку в 139 км от её устья, левый рукав впадает ниже по реке в селе Сухая Вязовка.
Рядом с посёлком Ленинский на реке и притоках имеется каскад прудов.
В бассейне реки также расположен посёлок Кочетковский, вблизи него ведётся добыча нефти (Софинско-Дзержинское месторождение).

## Данные водного реестра
По данным государственного водного реестра России относится к Нижневолжскому бассейновому округу, водохозяйственный участок реки — Чапаевка от истока до устья, речной подбассейн реки — подбассейн отсутствует. Речной бассейн реки — Волга от верхнего Куйбышевского водохранилища до впадения в Каспий.
Код объекта в государственном водном реестре — 11010001212112100008763.